# Irene Buchanan

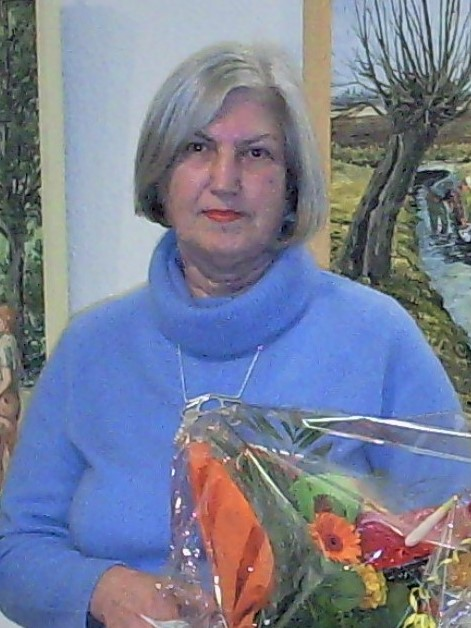
Irene Buchanan (2009)

Irene Buchanan [bju:kænen] (* 28. Juni 1945 als Irene Bollig in Malsch) ist eine deutsche Biologin, Malerin, Grafikerin und Zeichnerin. Sie widmet sich besonders dem zeitgemäßen Farbholzschnitt, wobei sie ihre Sichtweise als promovierte Biologin einfließen lässt.

## Leben
Irene Bollig, verheiratete Buchanan ist 1945 in Malsch geboren. Ihr Vater Hubert Bollig war ein anthroposophischer Pädagoge, Gründer und Leiter der Schule und des Heims Jugendhilfe Waldhaus sowie Widerstandskämpfer gegen den Nationalsozialismus. Ihre Mutter Mathilde war Eurythmistin und wirkte im Waldhaus mit. Irene Bollig besuchte von 1957 bis 1965 die Goetheschule Freie Waldorfschule e. V. in Pforzheim. Der Lehrplan ihrer Schule umfasste nicht nur die bekannten allgemeinbildenden Fächer, sondern auch ein Angebot an künstlerisch-praktischen Tätigkeiten, von denen sie später vielfach profitieren konnte.
Nach dem Abitur 1965 folgte ein Studium der Biologie und Geografie für das Lehramt an der Universität Tübingen, das sie 1971 mit der Ersten Staatsprüfung erfolgreich abgeschlossen hat. Das anschließende Promotionsstudium hat sie 1974 mit der Promotion in Allgemeiner Botanik und Pflanzenphysiologie erfolgreich beendet.
1975 legte sie nach ihrem Referendariat die Zweite Staatsprüfung für das Lehramt an Gymnasien in Biologie und Geografie ab. Danach schlossen sich bis 1985 wissenschaftliche Tätigkeiten an den Universitäten in Tübingen, Glasgow und Darmstadt an.
In den Jahren 1988/1989 konzentrierte sie sich in ihrer Haupttätigkeit auf Malerei und insbesondere auf Holzschnitte. In den Jahren 1988 bis 1995 beschäftigte sie sich verstärkt autodidaktisch mit Malerei und Grafik.
Von 1993 bis 1995 absolvierte sie ein Aufbaustudium Sonderpädagogik an der Universität Heidelberg. 1995 erfolgte der Umzug der Familie nach Merseburg bei Halle (Saale) in Sachsen-Anhalt, weil ihr Ehemann Thomas Buchanan 1994 als Professor für Informatik an die damalige Fachhochschule Merseburg berufen wurde, die sich später zur Hochschule Merseburg entwickelte.
In Merseburg setzte sie ihre künstlerische Tätigkeit als freischaffende Künstlerin fort. Weiterhin übt sie seit 1996 Lehrtätigkeit aus als Lehrbeauftragte an der Hochschule Merseburg im Fachbereich Soziale Arbeit.Medien.Kultur. Seit dieser Zeit sind als Schwerpunkte ihres Schaffens hervorzuheben:

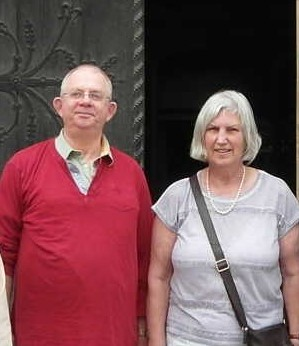
Irene und Thomas Buchanan (2017)

- 1997 Exkursion nach Ägypten: Luxor
- 1998 Ägypten-Zyklus (Ölgemälde und Aquarelle)
- Exkursion nach Istanbul
- 1999 Computergrafik, Folienobjekte
- Exkursion nach Rügen
- 2000 Farbholzschnitte „Halle und das Salz der Erde“
- 2001 Fotografie „Japan in Deutschland“
- 2001 Folienobjekte zum Thema Ägypten
- Farbholzschnitte zum Thema Braunkohle und Geiseltal
- Katalog im Internet „Computergrafik und Objekte“
- 2002 Folienobjekte zum Thema Braunkohle
- 2003 Winterbilder: Öl und Aquarell; Farbholzschnitt.

Buchanan pflegt schöpferische Kontakte zu Künstlerkollegen und Kunstinteressenten sowie zu künstlerischen Einrichtungen.
Irene Buchanan ist mit dem Informatiker Thomas Buchanan verheiratet, das Ehepaar hat eine Tochter und einen Sohn.

## Farbholzschnitte
Die Farbholzschnitte von Irene Buchanan verhelfen einer alten Technik zu neuer künstlerischer Ausdrucksform. Der Holzschnitt gilt als eine uralte Technik, als Hochdruckverfahren die älteste Drucktechnik überhaupt. In China bereits im 9. Jahrhundert bekannt, in Europa fand der Holzschnitt als Illustration seit Mitte des 15. Jahrhunderts vielfach in Büchern seine Anwendung, die mit beweglichen Lettern gedruckt wurden. Bekannt sind die Holzschnitte von Renaissance-Künstlern wie Albrecht Dürer.
Auf den Weltausstellungen 1862 in London und 1867 in Paris wurden die europäischen Künstler erstmals mit japanischen Farbholzschnitten konfrontiert. Diese inspirierten Kunstströmungen wie die Postimpressionisten, unter ihnen Paul Gauguin und Vincent van Gogh sowie den Jugendstil. Die neu entwickelte Form des Holzschnittes wurde auch zentrales Thema des Expressionismus. Edvard Munch arbeitete seit 1896, angeregt durch Gauguins Drucke, mit dem Holzschnitt, wurde zum Wegbereiter des deutschen Expressionismus und experimentierte speziell mit der Farbholzschnitttechnik.
Und bei den Expressionisten wie Franz Marc oder Max Pechstein, die diese Technik in ganz neuer und intensiver Weise weiterentwickelten, findet man zurück zu den Holzschnitten von Irene Buchanan, die in Künstlern wie August Macke und Paul Klee ihre Vorbilder sieht. Einen besonderen inneren Bezug hat sie zu den Werken von Gabriele Münter und Wassily Kandinsky gefunden.
Nach dem Abitur 1965 entschied sie sich, trotz ihrer Neigung zum künstlerischen Gestalten, für ein naturwissenschaftliches Studium. In diesem Lebensabschnitt fehlte ihr noch der Mut und die nötige Selbstsicherheit für eine berufliche künstlerische Laufbahn. Während des Studiums besuchte sie aber, neben biologischen Zeichenkursen, auch Malkurse der Stuttgarter Künstlerin Kling-Bögler.
Zunehmend wird jedoch das künstlerische Gestalten, das Malen und Zeichnen zur Berufung, und seit 1988 ist es zur Haupttätigkeit von Irene Buchanan geworden. Auf der Suche nach einer eigenen künstlerischen Ausdrucksweise traf sie 1990 auf den international bekannten Künstler Esteban Fekete, der Irene Buchanan für die Technik des Farbholzschnittes begeisterte. Schon die ersten Versuche, Bilder in Holzschnitte umzusetzen, faszinierten die Künstlerin und regten sie zu immer neuen Varianten an. In Estaban Fekete, der bei Darmstadt und in Irland lebte, hatte Irene Buchanan einen Ratgeber und Lehrer gefunden, mit dem sie sich zu technischen und inhaltlichen Problemen und Fragestellungen austauschen konnte.
Die Freundschaft zu anderen Künstlern, wie dem Darmstädter Professor und Maler Hans Meyers, gab Anregungen und Richtungen beim Suchen nach dem eigenen Ausdruck. Sie beteiligte sich an einer ganzen Reihe von Ausstellungen in Pforzheim, Darmstadt, Stuttgart, Malsch, Sezanne, Merseburg, Halle (Saale) sowie in der Metropolregion Rhein-Neckar.
Die expressiv geschwungenen Linien von Franz Marc und die Farbigkeit eines Max Pechsteins in der Südsee vereinend, entwickelte die Künstlerin ihren eigenen expressiven künstlerischen Ausdruck. Vor allem der Farbholzschnitt kommt ihrer künstlerischen Intension entgegen. Im immer wieder Neukombinieren von Formen und Farben und deren Abfolge entstehen Serien von Kunstwerken, die in ihrer Intensität ihres gleichen suchen. Serienbilder oder Bilderserien, die den Blick für eine Sache oder Landschaft schärfen, die aber auch vom inneren Ringen um die beste Ausdrucksweise im Bilde sprechen.
Ausgehend vom Farbholzschnitt findet Irene Buchanan auch mit Malereien (Aquarelle und Ölmalereien) zu einer eigenen Formensprache. Die Landschaften, Blumen, Pflanzen und Tiere zeugen von einer tiefen Naturverbundenheit und der Kenntnis und Erkenntnis der Natur. Inspiration für ihr Schaffen findet sie in der Natur: Blumen, Blüten und Pflanzen werden zu üppigen Arrangements mediterraner Farbigkeit. Nicht der Gegenstand an sich bestimmt den Bildinhalt der Werke. Die Natur und die Dinge werden mit ihren Augen als ausgebildete Biologin gesehen und unter den Händen der Künstlerin zur Kunst umgewandelt.
Ihrem Vorbild Paul Klee treu geblieben, ordnet Irene Buchanan die natürlichen Dinge neu und schafft damit etwas ganz Eigenes. In der Künstlerin Irene Buchanan vereint sich die Naturwissenschaftlerin (Biologin) mit der Malerin und Grafikerin, eine glückliche Kombination von Wissen und Kunst, wie ihre Werke es anschaulich beweisen. Sie ist mit dem Holzschnitt, der über die Jahrhunderte hinweg immer wieder von Künstlern als Ausdrucksmittel gewählt wurde, zu einem eigenen und durchaus allgemeingültigen künstlerischen Höhepunkt gelangt, dem in seiner künstlerischen und technischen Qualität die zeitgenössische Kunstlandschaft wenig Vergleichbares entgegenzustellen hat.

## Mitgliedschaften
- Kunstkreis Malsch e. V.
- Merseburger Kunstverein e.V.: beratendes Mitglied im Vorstand
- Hallescher Kunstverein e.V.
- Vereinigung Hallescher Künstler e. V.

## Ausstellungen

### Personalausstellungen (Auswahl)
- 1996: „Farbholzschnitte“, Fachhochschule Merseburg
- 1996: „Malerei und Grafik“, Galerie im Rathaus, Malsch
- 2000: „Farbholzschnitte“, Schlossmuseum Quedlinburg; „Computergrafik und Objekte“, Soziokulturelles Zentrum Halle (Saale)
- 2001: „Malerei“, Galerie Trigon, Darmstadt; „Reise nach Ägypten“, Opernhaus Halle (Saale), Hallescher Kunstverein
- 2002: „Farbholzschnitte“, Regionales Bildungszentrum Rossmarkt, Merseburg
- 2003: „Geiseltal“, Pfännerhall, Braunsbedra (mit Jörg Hansel, Pavillons im Geiseltal für archäologische Ausgrabungen); „Farbholzschnitte“, Haus für Betreutes Wohnen, Bad Dürrenberg
- 2005: „Von Kieseln und Kohle – Grafiken zum Geiseltal“, Kulturhistorisches Museum – Schloss Merseburg in Merseburg
- 2006: „Farbholzschnitte und Malerei“, Amtsgericht Zeitz in Zeitz; „Bewegte Formen – bewegte Zeiten“, Gottfried-Benn-Bibliothek, Berlin-Zehlendorf
- 2007: „Holzschnitte zu Bad Dürrenberg“, Borlach-Museum, Bad Dürrenberg
- 2008: „Grafik – Farbholzschnitte und Zeichnungen“, Saale-Sparkasse Halle, Halle; „Bewahrung der Schöpfung, Herausforderung und Auftrag für den Menschen“, Projekt Brand-Sanierung 7, Weißenfels
- 2009: „Malerei und Grafik“, cCe Galerie, Leuna; „Holzschnitte“, Arche Noah, 33178 Borchen
- 2015: „Aquarelle, Farbholzschnitte, Folienobjekte“, Ausstellung des Halleschen Kunstvereins e.V., Foyergalerie im Opernhaus Halle
- 2018: „Holzschnitte“ Rhein-Pfalz-Kreis/Metropolregion Rhein-Neckar, Rathaus Schifferstadt.

### Ausstellungsbeteiligungen (Auswahl)
- 2000: „II. Triennale – Kunstausstellung Sachsen-Anhalt Süd“, Museum Schloss Moritzburg, Zeitz; „Halle und das Salz der Erde“, Wettbewerb Hallescher Kunstverein
- 2002: „Reflektionen“, Wettbewerb Hallescher Kunstverein; „III. Triennale – Kunstausstellungen Sachsen-Anhalt Süd“, Schlossmuseum Merseburg; „Orient in Halle“, nt-Galerie, Halle (Saale); „Wieviel Erde braucht der Mensch“, 27. Leipziger Grafikbörse, Handelshof Leipzig; Germanisches Museum Nürnberg 2002/2003; Sächsischer Landtag, Dresden
- 2003: „Kamtschatka – weiter geht's nicht“, Vereinigung Hallescher Künstler; „So ein Theater“, nt-Galarie, Halle (Saale)
- 2004: „Kunst ist überall“, cCe Galerie, Leuna
- 2008: „Bilderfluss“, Pikanta e.V., Leipzig; „V. Triennale Sachsen-Anhalt Süd“; Hochschule Ostwestfalen-Lippe, Detmold
- 2009: „Retrospektive 10 Jahre Galerie im cCe Leuna“, cCe Galerie, Leuna; „V. Triennale Sachsen-Anhalt Süd“, Museum Schloss-Moritzburg Zeitz, Zeitz
- 2019: „XV. Werkschau des Merseburger Kunstvereins“, Schlossgartensalon, Merseburg.

Werke von Irene Buchanan befinden sich in Privatsammlungen in Deutschland sowie in den USA.

## Publikationen (Auswahl)
- Irene Bollig: Erfolgt die Zeitmessung bei photoperiodischen Reaktionen durch die circadiane Uhr? Ein neuer Test der Bünning-Hypothese. Staatsexamensarbeit. Universität Tübingen, 1970.
- Irene Bollig: Photoperiodic time measurement and circadian leaf movement in Pharbitis nil controlled by the same clock? In: Zeitschrift für Pflanzenphysiologie. Band 7, Nr. 1, Nov 1975, S. 54–69.
- Irene Bollig: Different Circadian Rhythms Regulate Photoperiodic Flowering Response and Leaf Movement in Pharbitis nil (L.) Choisy. In: Planta. Vol. 135, No. 2, 1977, S. 137–142.
- Katalog: Computergrafik und Objekte. 44 Seiten, 3,85 KB, 2001.
- Thomas und Irene Buchanan (Hrsg.): Irene Buchanan, Farbholzschnitte 1990–2003. 57 Seiten, 212,2 MB, 2004. (iks.hs-merseburg.de)
- Kristin Otto (Hrsg.), Rüdiger Giebler (Mitwirkender), Irene Buchanan (Illustrator): V. Triennale Kunstausstellung Sachsen-Anhalt Süd. Museum Schloss Moritzburg Zeitz; 27. September 2008 bis 11. Januar 2009. Hasenverlag, Halle (Saale) 2008, ISBN 978-3-939468-50-9.